# 冨士大石寺正信会
冨士大石寺正信会（ふじたいせきじしょうしんかい）は、令和2（2020）年2月、任意団体「日蓮正宗正信会」の末寺・興正院の住職であった足立淳正が立ち上げた任意団体。広宣流布・国立戒壇建立を目指し、冨士大石寺顕正会と共闘する旨を表明した。顕正新聞【令和1（2019）年12月5日号・第1494号）では、「有羞（うしゅう）の僧」が出現したと記載されている。
　しかし、令和4（2022）年の春頃、足立淳正は興正院の住職を退任し、「冨士大石寺顕正会」との関係を絶った。同時に、冨士大石寺正信会の宗教活動は解散・終了。
令和4（2022）年の春以降、興正院は「宗教法人正信会」の末寺になった。

## 歴史
- 2019年（令和元年）
  - 11月 日蓮正宗正信会の興正院住職である足立淳正が、日蓮大聖人の御遺命は国立戒壇以外にはないことと、冨士大石寺顕正会の活動に賛同する意を表明し、共に国立戒壇建立を目指して共闘したい旨の信念を認めた書状を冨士大石寺顕正会に送付。この書状は、冨士大石寺顕正会の総幹部会で発表された[1] 。
  - 12月19日 足立淳正が日蓮正宗正信会からの退会を余儀なくされる。
- 2020年（令和2年）
  - 2月 足立淳正が、国立戒壇建立こそ日蓮大聖人の御遺命であるとして冨士大石寺顕正会との共闘を表明し、冨士大石寺正信会を立ち上げる[2]。
- 2022年（令和4年）春頃 冨士大石寺正信会の宗教活動を解散・終了。

## 教義
- 冨士大石寺正信会は、冨士大石寺顕正会と同様、日蓮大聖人の御遺命は、広宣流布の暁に、国家意志の公式表明を以て、富士山天生原に建立される国立戒壇であると主張し、広宣流布・国立戒壇建立を目指して冨士大石寺顕正会と共闘する旨を表明している。
- 日蓮正宗正信会が従来掲げてきた「統一見解」を改め、次の「新・統一見解」を標榜している。

一、大聖人出世の本懐たる弘安二年の『本門戒壇の大御本尊』を帰命依止の本尊と仰ぎ奉るものである。
一、日蓮大聖人の御遺命にして、本宗の宿願たる『国立戒壇』建立をめざし、身命を捨てて随力弘通に励むものである。
一、御本仏・日蓮大聖人の御遺命を堅持される貫首上人に対しては、血脈付法の大導師と信伏随順申し上げるものである。

## 寺院
- 興正院